# Palazzo Patti
Il Palazzo Patti si trova nella Piazza Ciullo di Alcamo,nella provincia di Trapani.

## Storia
Negli anni '40 questo imponente palazzo del secolo XVIII era la residenza dei baroni Patti di Piraino, fra cui ci furono diversi giudici e governatori.
I Patti, i cui diretti e legittimi successori sono i membri della famiglia Savasta Fiore, sono di origine greca.

## Descrizione
A piano terra ci sono tre ingressi, che oggi immettono in tre negozi, un arco all'inizio di via Pipitone Cangialosi, e quello principale che conduceva in un androne, che oggi è il locale di una pizzeria. Il portale è stato realizzato in calcarenite, con due lesene decorate; fanno da supporti al balcone principale due cariatidi e un telamone. Al primo piano sporgono altri quattro balconi, tre dei quali con mensole in pietra lavorata. Una grande balconata, con due ingressi, si trova al centro della facciata; le aperture sono dominate da un frontone in pietra.
Il prospetto si chiude con un cornicione con cornicette a più elementi, ma risulta abbastanza alterato a causa della posa di nuovi intonaci e aperture. Internamente il palazzo è stato totalmente ristrutturato; nella Via Tenente Vito Manno a piano terra ci sono tre porte e tre finestre, due balconi e una finestra al primo piano. Infine, esiste un secondo piano costruito circa 60 anni fa, con due balconi e una finestra.